# Сензор (манга)
Сензор (јап. センサー, Sensor) јесте манга коју је написао и илустровао Џунџи Ито. Објављивала се од 2018. до 2019. године у дигиталној ревији Nemuki+, издавачке куће Асахи Сонорама. Поглавља су сакупљена у један том.
У Србији, издавачка кућа Дарквуд превела је мангу 2024. године.

## Радња
Лутајући планином Сенгоку, Кјоко Бјакуја примећује необично вулканско стакло златне боје. Убрзо потом прилази јој тајанствени човек звани Аизава и говори јој да је сви чекају. Кјоко одлази са њим у оближње село, где сазнаје истину о златном стаклу. 

## Концепт
За разлику од Итових дотадашњих радова, Сензор се више фокусира на карактере. То је, како каже, била идеја његовог уредника. Причу је смишљао успут, што му је омогућило да развије интересанте наративе.

## Издаваштво
Мангу Сензор написао је и илустровао Џунџи Ито. Објављивала се од 10. августа 2018. до 10. августа 2019. године у дигиталној ревији Nemuki+. Поглавља су сакупљена у један танкобон 7. новембра 2019. године.
У Србији, издавачка кућа Дарквуд превела је мангу 19. фебруара 2024.

### Списак поглавља
| Бр. | Првобитни датум издања | Првобитни         | Датум издања на српском | на српском        |
| --- | ---------------------- | ----------------- | ----------------------- | ----------------- |
| 1 | 7. новембар 2019.      | 978-4-02-214284-9 | 19. фебруар 2024.       | 978-86-6163-656-1 |
| \| - „Коса анђела” (エンゼルヘアー ) - „Записи акаша” (アカシック・レコード ) - „Хипнотерапија” (催眠療法 ) - „Инсекти Бишауре” (毘沙ヶ浦の虫 ) - „Закривљена огледала” (カーブミラー ) - „Потпуно црно” (ジェットブラック ) - „Светлост и тама” (光と闇 ) \| |                        |                   |                         |                   |
| - „Коса анђела” (エンゼルヘアー ) - „Записи акаша” (アカシック・レコード ) - „Хипнотерапија” (催眠療法 ) - „Инсекти Бишауре” (毘沙ヶ浦の虫 ) - „Закривљена огледала” (カーブミラー ) - „Потпуно црно” (ジェットブラック ) - „Светлост и тама” (光と闇 )       |                        |                   |                         |                   |

## Пријем
Бријана Лоренс (The Mary Sue) похвалила је причу манге, и како су сви елементи повезани на крају. Еван Муликејн (Screen Rant) похвалио је баланс мистерије и хорора приче, као и Итов цртеж. Том Спилмен (Polygon) упоредио је стил са радовима Х. П. Лавкрафтa. Даница Дејвидсон (Otaku USA) истакла је Итову вештину цртања израза лица. С друге стране, Линзи Ловриџ (Anime News Network) критиковала је развој приче и мањак страшних сцена, док Ијан Вулф (Anime UK News) сматра да је Сензор један од слабијих Итових дела.

## Спољашњи извор
- Сензор (манга) на веб-сајту